# Сенаторова, Елена Николаевна
Елена Николаевна Сенаторова (род. 26 июля 1958) — депутат Государственной Думы Федерального собрания РФ VI созыва, член комитета ГД по вопросам семьи, женщин и детей. Член фракции «Единая Россия». Член союза журналистов. Председатель Союза женщин Валуйского городского округа Белгородской области.

## Биография
Родилась 26 июля 1958 года в г. Потсдам, ГДР.
Получила высшее образование – специализация учитель русского языка и литературы.
Трудовую деятельность начала в двадцать лет, во время учёбы в вузе с 15 августа 1978 по 25 июля 1979 работала учителем начальных классов в средней школе № 35 Белгорода.
В 1983 году окончила Белгородский государственный педагогический институт им. М. С. Ольминского по специальности «Учитель русского языка и литературы».
С 1 сентября 1979 года по 06 мая 1984 года работала Секретарем комитета ВЛКСМ Валуйского железнодорожного узла.
С апреля 1984 по февраль 1988 была  зав. кабинетом политпросвещения в Партком ж/д узла ст. Валуйки.
С февраля 1988 по 18 августа 1991 работала лектором Горкома КПСС ГК КПСС в Валуйки. 
С 19 августа 1991 по 13 декабря 2011 была  заместителем директора, а затем директором ГУ «Центр занятости населения».
С 14 декабря по 5 октября 2016 – депутат Государственной Думы Федерального собрания РФ VI созыва, член комитета ГД по вопросам семьи, женщин и детей.
30 декабря 2016 года начала работу в Управлении ГУ ПФР в г. Валуйки и Валуйского р-на на должности начальник управления.
1 октября 2021 года назначена руководителем Клиентской службы ОПФР по городу Валуйки по Белгородской области. Депутат Совета депутатов Валуйского городского округа.